# Освобождённая земля
«Освобождённая земля́» — советский художественный фильм 1946 года режиссёра Александра Медведкина. Второй игровой фильм в истории Свердловской киностудии.
О тружениках сельского хозяйства Кубани в годы Великой Отечественной войны. Фильм вышел на экраны 2 июля 1946 года. 

## Сюжет
1943 год. Красная армия выбивает немцев с Кубани. Вслед за фронтом в освобождённые станицы и хутора двигаются хозяева земли — колхозники.
На родные пепелища в хутор возвращаются женщины, из мужиков только дед Фёдор и несколько мальчишек.
Хутор почти полностью разрушен, чем и желает воспользоваться хитрый председатель Ковригин из соседнего колхоза: он приглашает хуторян к себе, желая задействовать их на посевной в своём колхозе. Но жители хутора отказываться, понимая, что тогда они покинут родные дома навсегда. 
В первый же день односельчане единогласно выбирают председателем колхоза бывшую в партизанах Надежду Притуляк, жену прежнего председателя, оставшегося на фронте. Колхоз решают назвать «Возрождение». Женщины восстанавливают дома, собирают инструмент, косят, убирают, работают. Мальчишка Вася — тракторист 2-й категории, «оживляет» брошенную немецкую танкетку, чтобы использовать её вместо трактора и вспахать поля.
Ковригин зовёт председателя райисполкома Костенко, чтобы тот оценил возможности нового колхоза, надеясь, что увидев неготовность «Возрождения» к посевной, направит хуторян к Ковригину.
Председателя райисполкома хутор встречает гордо, не плачась и не выставляя своих бед, показывает делом возможность восстановить хутор, а дед Мулюк даже выставляет сбережённую бутылку вина, которую хранил для встречи с войны сына. Видя труды колхозников, Костенко решает помочь им.
Осенью крестьяне убирают первый урожай на освобождённой земле, а весной встречают фронтовиков, возвращающихся домой с Победой.

## История создания
Натурные съёмки проходили на Кубани, работа началась ещё во время войны, актёры встретили День Победы на съёмочной площадке. Первоначально отснятый материал под руководством режиссёра Владимира Гончукова был признан неудачным, и работу продолжил более опытный Александр Медведкин — мастер документального кино, только что вернувшийся с фронта, где он руководил фронтовыми киногруппами.
Режиссёр Медведкин сыграл в фильме эпизодическую роль тракториста. К тракторам у него было особое отношение: ещё в 1935 году, выступая с лекцией во ВГИКе, он говорил:

У нас трактор является символом индустиализации и у нас трактор — это явление в деревне, которое хочется писать с большой буквы, и многие кинематографисты — они знают как страшно трудно, — рука не поднимается! — выводить трактор на экран.
Второй фильм в истории Свердловской киностудии после вышедшего на экран в ноябре 1945 года фильма «Сильва».

## В ролях
- Василий Ванин — Фёдор Васильевич Мулюк — дед Мулюк
- Эмма Цесарская — Надежда Васильевна Притуляк, председатель колхоза «Возрождение»
- Сергей Калинин — Коврыгин, председатель колхоза в Никольской
- Александр Хвыля — Костенко, председатель райисполкома
- Вера Алтайская — Танька, сноха Мулюка
- Александр Денисов — Фома Игнатьевич, агроном
- Нина Динтан — Дарья

В эпизодах (нет в титрах)
…подкупают сцены колхозного труда, снятые в строгой, документальной манере.
- Марта Алещенко — колхозница
- Надежда Ефимова — колхозница
- Анастасия Кожевникова — колхозница
- Александр Медведкин — тракторист
- Мария Сапожникова — колхозница
- Екатерина Сипавина — колхозница
- Галина Юмашева

## Критика
В конце марта 1946 года фильм обсуждался на художественном совете при Министерстве кинематографии СССР. Кинорежиссёр Сергей Герасимов сказал тогда: «…В картине заложена живая мысль, мысль волнующая, крайне дорогая каждому человеку, который хочет видеть свою Родину в расцветшем состоянии. Есть в ней интонация жизни, деятельности людей и большой внутренний оптимизм…».

Много хорошего сделал Медведкин, воспевая коллективный труд земледельцев средствами художественного и документального кино. Взволнованно он рассказал о возвращении колхозников на отбитые у гитлеровских захватчиков земли.— журнал «Советский экран», 1969 год

…сценарий критики, не сговариваясь, найдут откровенно слабым, зато в фильме обнаружат «меткие и колоритные зарисовки послевоенной колхозной действительности».— Валерий Турицын, «20 режиссёрских биографий» 1971